# Florencio Bustinza Lachiondo
Florencio Bustinza Lachiondo (Liverpool, 7 de novembre de 1902 - 10 de gener de 1982) fou un farmacèutic i científic espanyol, acadèmic de la Reial Acadèmia de Ciències Exactes, Físiques i Naturals

## Biografia
De pares bascos, va fer els primers estudis al St. Joseph's College de Dumfries (Escòcia), i el batxillerat espanyol als Instituts de Reus i Tarragona. Entre 1919 i 1926 es va llicenciar en Ciències Naturals i en Farmàcia. Entre 1926 i 1927 fou catedràtic d'institut d'ensenyament mitjà a Salamanca i a Oviedo, i el 1927 va obtenir una beca de la Junta per a l'Ampliació d'Estudis per estudiar fisiologia vegetal a la Universitat de Ginebra amb Robert Chodat. El 1928 es va doctorar en farmàcia amb la tesi Contribución al estudio de la catalasa y sus aplicaciones a la farmacognosia, Bromatología e Higiene i el 1929 es doctorà en ciències naturals amb Contribución al estudio Bioquímico de la Chufa.
El 1930 va obtenir la càtedra d'agricultura de l'Institut Cardenal Cisneros de Madrid, i des de 1939 la va simultanejar amb el càrrec de professor auxiliar de fisiologia vegetal a la Universitat Central de Madrid, càtedra que va obtenir per oposició el 1943. Aquell mateix any fou escollit acadèmic de la Reial Acadèmia de Farmàcia.
Se'l considera pioner dels estudis d'enzimologia a Espanya. També va estudiar els antibiòtics tot intentant de trobar nous ceps de fongs que en produïssin i va realitzar recerques sobre la influència dels antibiòtics en la germinació de les llavors i va estudiar els antibiòtics procedents de líquens. Tot i els seus mèrits, no fou escollit conseller del CSIC. El 1959 fou escollit acadèmic de la Reial Acadèmia de Ciències Exactes, Físiques i Naturals, en la que va ingressar el 1962 amb el discurs En la era antibiótica.

## Obres
- De Pasteur a Fleming. La Penicilina y los Antibióticos, antimicrobianos (1945)
- Les antibiotiques antimicrobiennes et la Pénicilline (1946)
- Contribución a la historia de la penicilina (1946)
- De Koch a Waksman, La Estreptomicina y la lucha contra el Mycobacterium tuberculosis (1948)
- Diez años de amistad con Sir Alexander Fleming (1961)
- Anatomía, Fisiología e Higiene Humanas y Zoología (1954)
- Biología para el Curso Preuniversitario (1967)